# Carey McLeod
Carey McLeod, född 14 april 1998, är en jamaicansk friidrottare som tävlar i tresteg och längdhopp.

## Karriär
McLeod tog brons i längdhopp vid inomhusvärldsmästerskapen i friidrott 2024.